# Саакян, Светлана Ваговна
Светла́на Ваговна Саакя́н (также Владимировна; род. 29 октября 1955) — российский офтальмолог, доктор медицинских наук (2002), заслуженный врач Российской Федерации (2014), член-корреспондент РАН (2022).

## Биография
Родилась в семье Ваго (Владимира) Хачатуровича (р. 1925) и Ерануи Саркисовны Саакян (р. 1925). Старшая сестра Лейла — гинеколог, академик РАМН и РАН.
В 1978 году окончила лечебный факультет Московского медико-стоматологического института по специальности «хирургия» и в 1978—1980 годах обучалась в Клинической ординатуре в МНИИ ГБ им. Гельмгольца по специальности «офтальмология».
В 1987 году защитила кандидатскую диссертацию «Функциональные расстройства и меры их предупреждения после хирургического лечения опухолей иридоцилиарной зоны», в 2002 году — докторскую диссертацию «Ранняя диагностика и лечение ретинобластомы».
С 1988 года Саакян курировала детское подразделение отдела офтальмоонкологии МНИИ ГБ им. Гельмгольца. с 2005 года возглавляет отдел офтальмоонкологии и радиологии. Заведующая учебной частью кафедры глазных болезней МГМСУ им. А. И. Евдокимова. Член президиума Общества офтальмологов России и ряда зарубежных офтальмологических обществ, соавтор международной классификации внутриглазных опухолей (2017).
Член-корреспондент РАН со 2 июня 2022 года по Отделению медицинских наук (офтальмология).
Автор более 350 научных публикаций, имеет 18 патентов на изобретения. Под руководством С. В. Саакян защищены 8 диссертаций, выполняются 7 кандидатских диссертаций.